# Цизальпийская Галлия

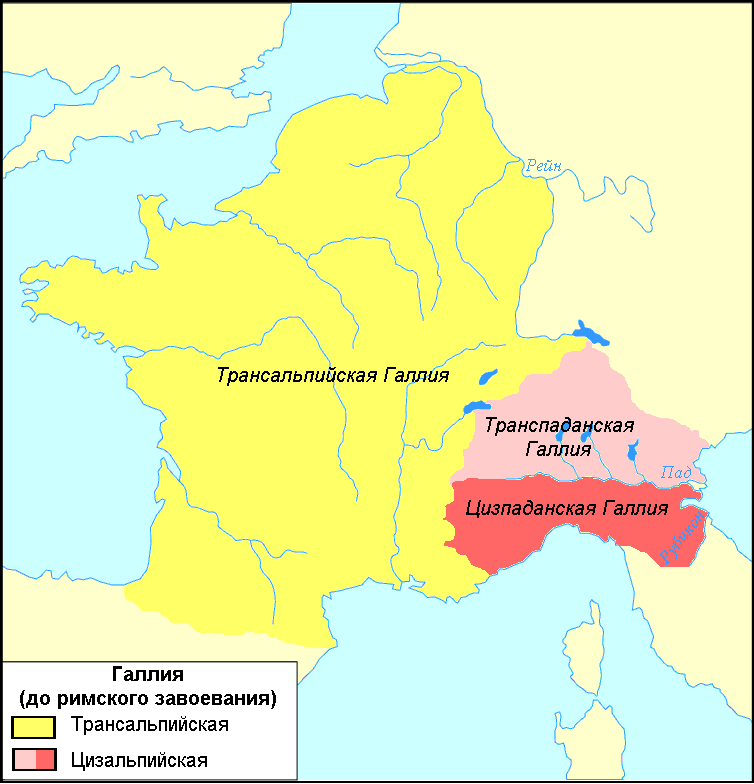
Галлия до римского завоевания

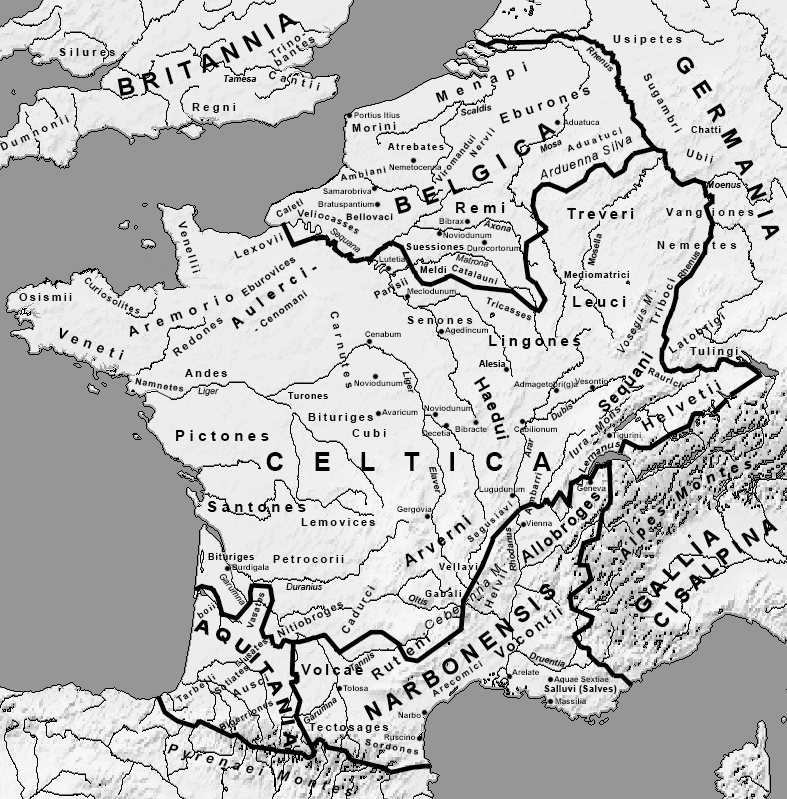
Деление Галлии на провинции

Цизальпи́йская Га́ллия (лат. Gallia Cisalpina — «Предальпийская Галлия») — провинция Римской республики с центром в Медиолане, заключённая между Альпами, Апеннинами и Рубиконом. Также именовалась «Ближней Галлией» (лат. Gallia Citerior) или Галлия Тогата (лат. Gallia Togata), поскольку её жители, как и римляне, носили тоги, в отличие от других галлов.

## История
Исторически Цизальпийская Галлия разделялась на две части:
- Циспаданская Галлия (лат. Gallia Cispadana, то есть «Галлия, расположенная по эту сторону реки Пад») — территория между реками Рубикон и Пад (Padus), с центром в Мутине, завоевана до Ганнибаловой (второй Пунической) войны;
- Транспаданская Галлия (Gallia Transpadana, то есть «Галлия, расположенная за рекой Пад») — часть Цизальпийской Галлии к северу от реки Пад и до Альп, с центром в Медиолане; вошла в состав Цизальпийской Галлии на полвека позже.

К 222 году до н. э. территория римского государства расширилась на север вплоть до реки Пад. Дальнейшему укреплению римских позиций в этом регионе помешала вторая Пуническая война, развернувшаяся большей частью на севере Италии. После подписания мира с Карфагеном римляне продолжили экспансию на север. Военные действия продолжались около 30 лет. За это время были уничтожены несколько галльских и лигурийских племен, построены новые дороги и основаны укреплённые пункты Аквилея, Бонония, Мутина и Парма. Множество местных жителей были депортированы в южные области Италии, давно верные Риму, в то время как оттуда выводились колонии на север.
Со времени Союзнической войны (91—88 до н. э.) население Циспаданской Галлии получило права римского гражданства, а Транспаданской — латинское право.
В 73 году до н. э. вблизи Мутины войско Спартака нанесло поражение легиону проконсула Цизальпийской Галлии Гая Кассия Лонгина. В 58 году до н. э. проконсульство в Цизальпийской Галлии получает Гай Юлий Цезарь. Он использовал эту провинцию как плацдарм для войны в Трансальпийской Галлии. В ночь с 10 на 11 января 49 года до н. э. войска Юлия Цезаря, закалённые в боях с местными племенами, перешли Рубикон, положив начало кровопролитной гражданской войне, продлившейся более четырёх лет. После утверждения Цезаря в Риме жители Трансальпийской Галлии получили права римского гражданства.
Цизальпийская Галлия была объединена с Италией между 43 и 42 годом до н. э. юным пасынком Юлия Цезаря в рамках программы «итализации», выдвинутой 2-м триумвиратом.